# Josef Wolfgruber
Josef Wolfgruber (* 6. Dezember 1949 in Lauter) ist ein ehemaliger deutscher Endurosportler.
Als Motorradgeländesportler gewann er mit der BRD-Nationalmannschaft 1975 und 1976 die Internationale Sechstagefahrt, wurde sechs Mal in Folge Europameister und siegte ebenso oft in der Deutschen Meisterschaft. Auch im Trialsport war Wolfgruber erfolgreich, erkämpfte sich drei Deutsche Meistertitel.

## Sportlicher Werdegang
Im Oberbayrischen Lauter, einem Ortsteil von Surberg, wurde Wolfgruber geboren. Seine motorsportliche Laufbahn begann er 1966 mit dem Trialsport. Noch 18-jährig wurde er bereits zwei Jahre später zum ersten Mal Deutscher Meister. Diesen Titel errang er auch 1969 und 1972.
1969 zog es Wolfgruber zusätzlich zum Motorradgeländesport. 1971 gewann er die Deutsche Meisterschaft in der Klasse bis 50 cm³, parallel wurde er in diesem Jahr auch zum ersten Mal Europameister auf einer 75-cm³-Maschine. Innerhalb der kontinentalen Meisterschaft blieb er anschließend noch fünf Jahre in Folge in der Klasse bis 100 cm³ erfolgreich. Auch national war er in diesem Hubraumlimit bis einschließlich 1976 nicht zu schlagen. Höhepunkte seiner Laufbahn waren die Siege 1975 und 1976 mit dem bundesdeutschen Trophy-Team bei den Six Days.
Mit den Six Days 1976 im österreichischen Zeltweg beendete Josef Wolfgruber seine Karriere. All seine Erfolge erkämpfte sich Wolfgruber auf Zündapp.